# Джангылах
Джангыла́х — наиболее крупный остров в Оленёкском заливе моря Лаптевых. Административно относится к территории Якутии.
Остров расположен в центральной части залива, в дельте реки Оленёк. Находится между протоками Джангылах-Тёбюлеге на севере, Кугун-Тёбюлеге на западе та Бытыктах-Тёбюлеге на юге. На востоке узкой протокой отделяется от соседнего острова Хастах-Ары.
Остров имеет овальную форму, вытянутую с северо-востока на юго-запад. Высота снижается с 37 м на севере до 34 м на юге и 29 м на западе. Юго-восточный берег обрывистый. Остров покрыт болотами, имеет множество небольших озёр, наибольшее из которых Булгунняхтах-Кюеле. На востоке остров окружён отмелями.
Остров ранее был заселён, о чём свидетельствуют руины в северной и восточной частях острова.